# هایما ۳
هایما ۳ یک خودروی کامپکت ۴ در است که از سال ۲۰۰۷ تا ۲۰۱۳ با نام تجاری هایما در چین تولید می‌شد. این خودرو در ۲ نوع هاچ‌بک و سدان تولید می‌شد.

## مشخصات کلی
هایما ۳ بر اساس پلتفرم نسل اول مزدا ۳ ساخته شده‌است و از نظر ظاهری شباهت زیادی با مزدا ۳۲۳ دارد. این خودرو با یک موتور ۱٫۶ و ۱٫۸ لیتری به همراه جعبه‌دنده ۵ سرعته دستی یا سی‌وی‌تی در دسترس بود. هایما ۳ جایگزین سدان هایما فامیلی شد که یک کپی از مزدا ۳۲۳ توسط هایما بود. با این حال پس از فیس‌لیفت نام آن به هایما فامیلی تغییر یافت. قیمت نسخهٔ فیس‌لیفت در ارزان‌ترین نسخه ۷۹٬۸۰۰ یوان و در گران‌ترین نسخه ۸۴٬۸۰۰ یوان بود.

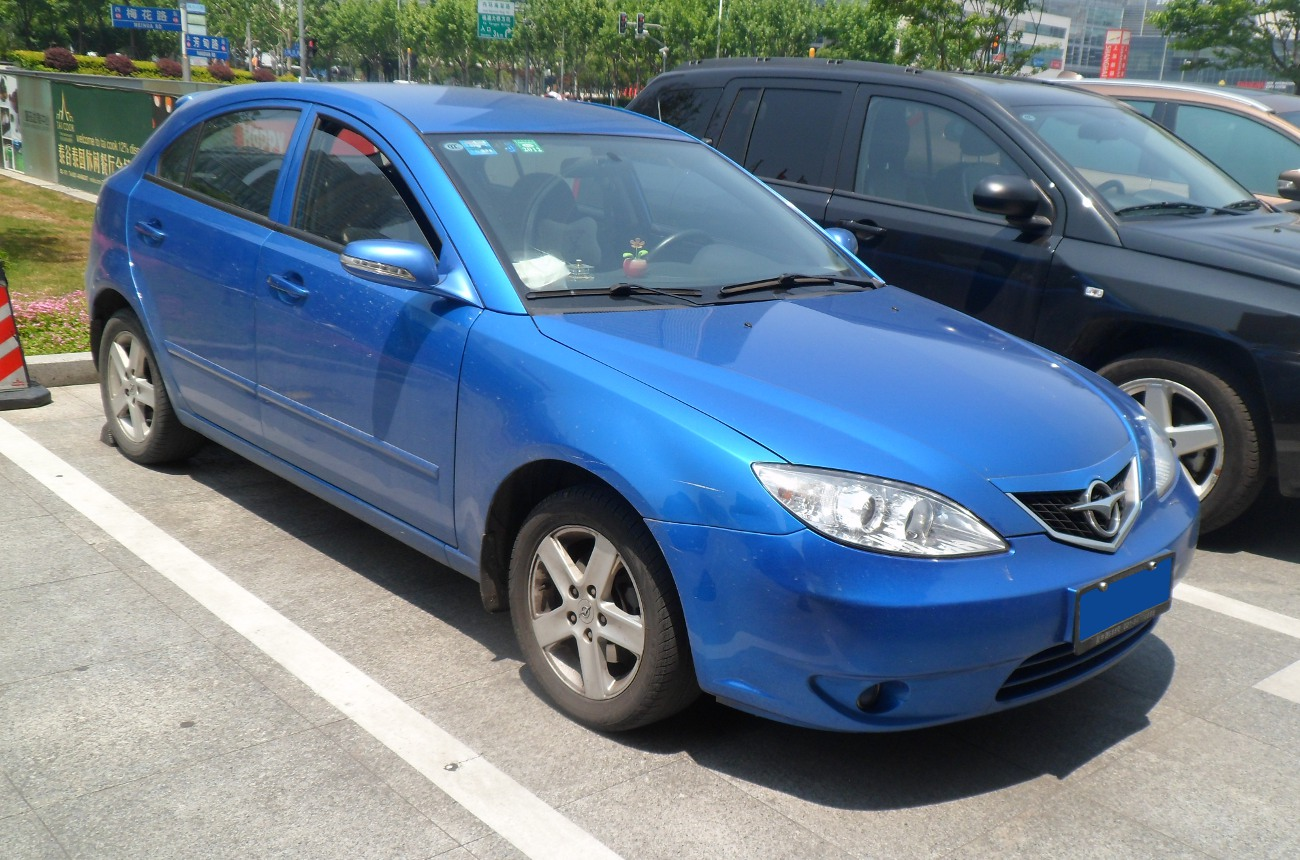
هایما ۳ هاچ‌بک
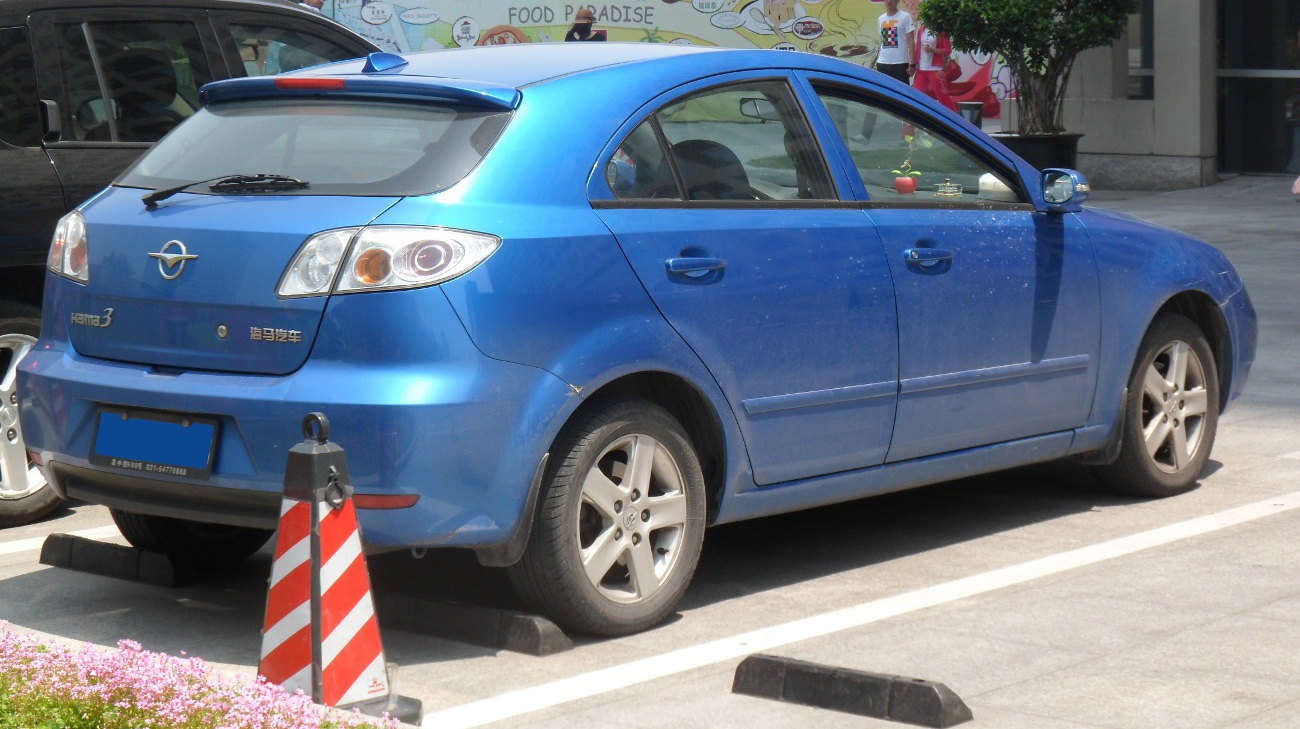
هایما ۳ هاچ‌بک

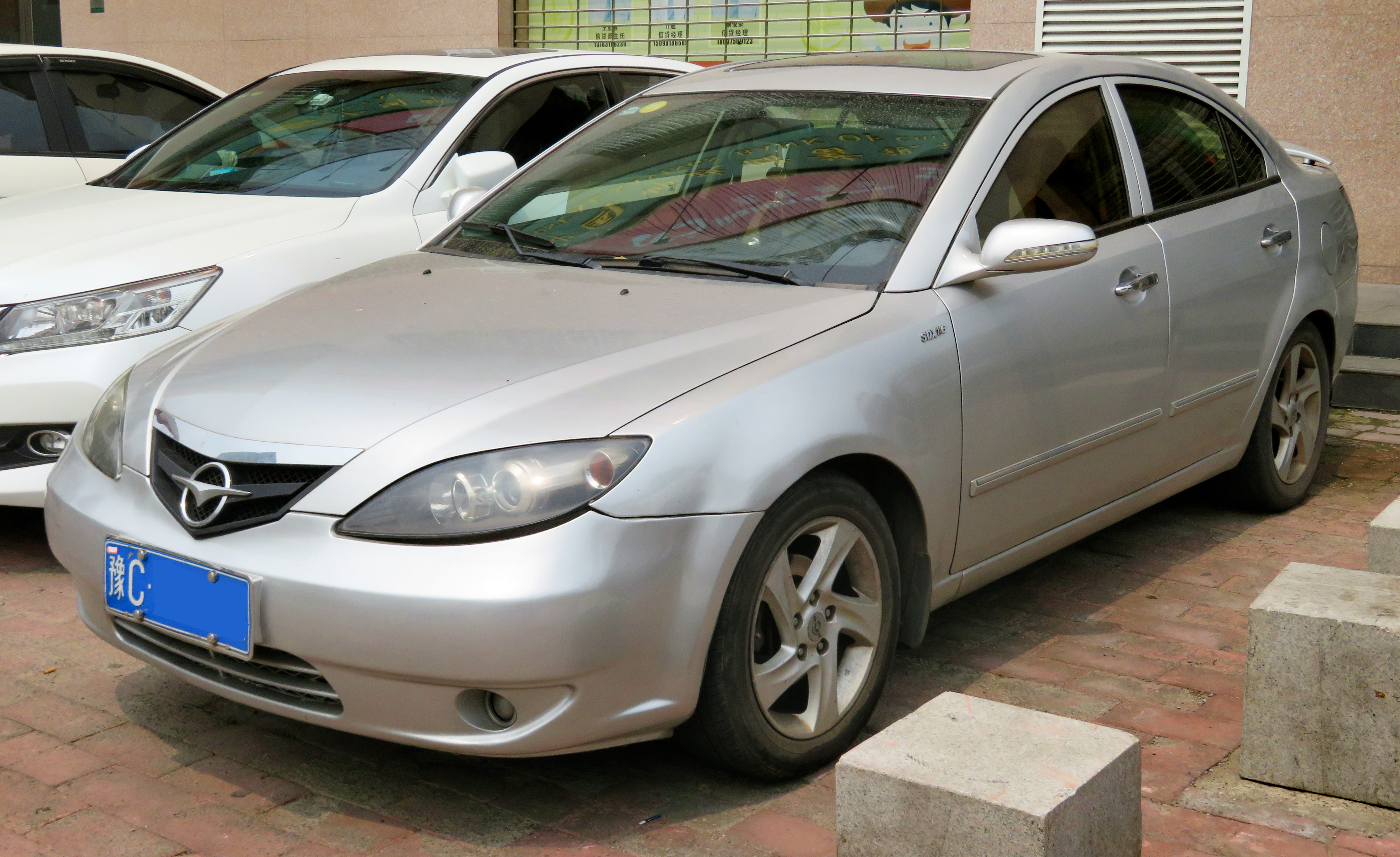
هایما ۳ سدان
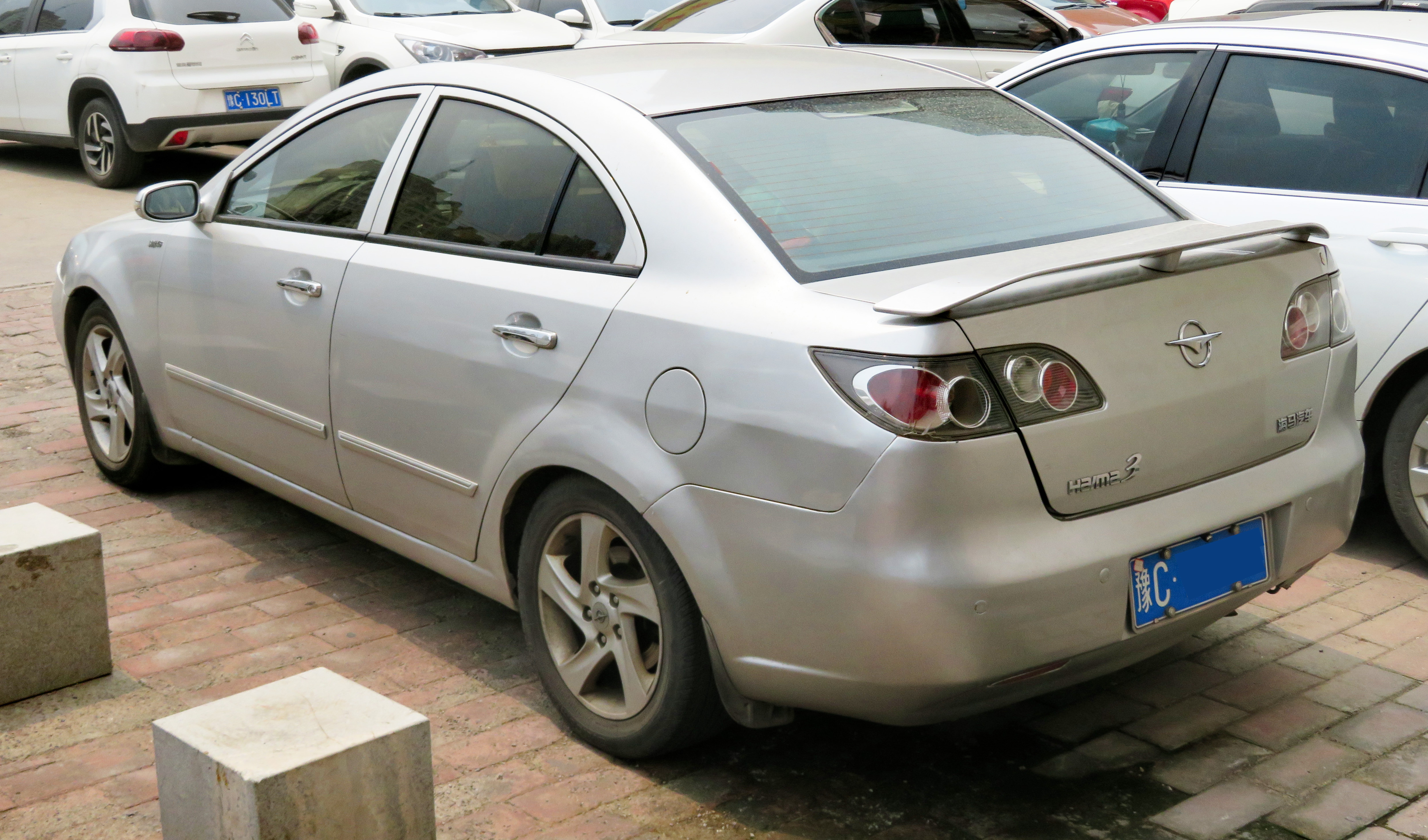
هایما ۳ سدان